# Барський гуманітарно-педагогічний коледж
Барський гуманітарно-педагогічний коледж імені Михайла Грушевського — вищий навчальний заклад I—II рівнів акредитації комунальної форми власності (є власністю територіальних громад області, управління якою здійснює Вінницька обласна рада). Заклад готує кадри для здійснення практичної роботи в галузях освіти, мистецтва, журналістики та права за професійним спрямуванням спеціальностей кваліфікаційних рівнів «Молодший спеціаліст», «Бакалавр». Розташований у м. Бар, майдан Грушевського 1.

## Історія
Коледж бере початок із заснованого у травні 1985 року Барського педагогічного училища (створене відповідно до наказу Міністерства освіти Української РСР від 11 травня 1985 року № 139).
Структурним підрозділом Барського гуманітарно-педагогічного коледжу імені Михайла Грушевського є Обласний гуманітарний ліцей для обдарованих дітей з сільської місцевості створений 25 жовтня 2001 року згідно з рішенням Вінницької обласної ради № 144.
Коледдж співпрацює з ВНЗ III—IV рівнів акредитації.
На базі закладу працюють НКП Сумського державного університету та Глухівського національного педагогічного університету імені Олександра Довженка.
У коледжі існує денна та заочна форми навчання.
25 грудня 2002 року Барському педагогічному училищу Кабінетом Міністрів України присвоєно ім'я видатного українського вченого Михайла Грушевського.
25 липня 2003 року Вінницька обласна рада перейменувала Барське педагогічне училище імені Михайла Грушевського в Барський гуманітарно-педагогічний коледж імені Михайла Грушевського.
У 2007 році на фасаді коледжу встановлено меморіальну дошку Михайлу Грушевському (автор Площанський М. В.).

## Спеціальності та напрями підготовки
- «Дошкільна освіта», кваліфікація «Вихователь дітей дошкільного віку»:
- «Початкова освіта», кваліфікація «Вчитель початкових класів»:
- «Музичне мистецтво», кваліфікація «Вчитель музики»:
- «Образотворче мистецтво», кваліфікація «Вчитель образотворчого мистецтва»:
- «Видавнича справа та редагування», кваліфікація «Редактор»:
- «Правознавство», кваліфікація «Юрист»:
- Бакалаврат за напрямами підготовки: «Дошкільна освіта», «Початкова освіта», «Музичне мистецтво», «Образотворче мистецтво»

## Директори
- Комісарчук Микола Христофорович — перший директор
- Савчук Петро Несторович — з 2007 року.

## Матеріальна база
Навчальний заклад знаходиться в триповерховій будівлі, спорудженій у 1984 році. До комплексу приміщень коледжу входять: навчальний корпус, майстерні, тир, гаражі, зали для занять хорів та роботи секцій і об'єднань за інтересами, два гуртожитки на 225 місць.

## Міжнародні конференції

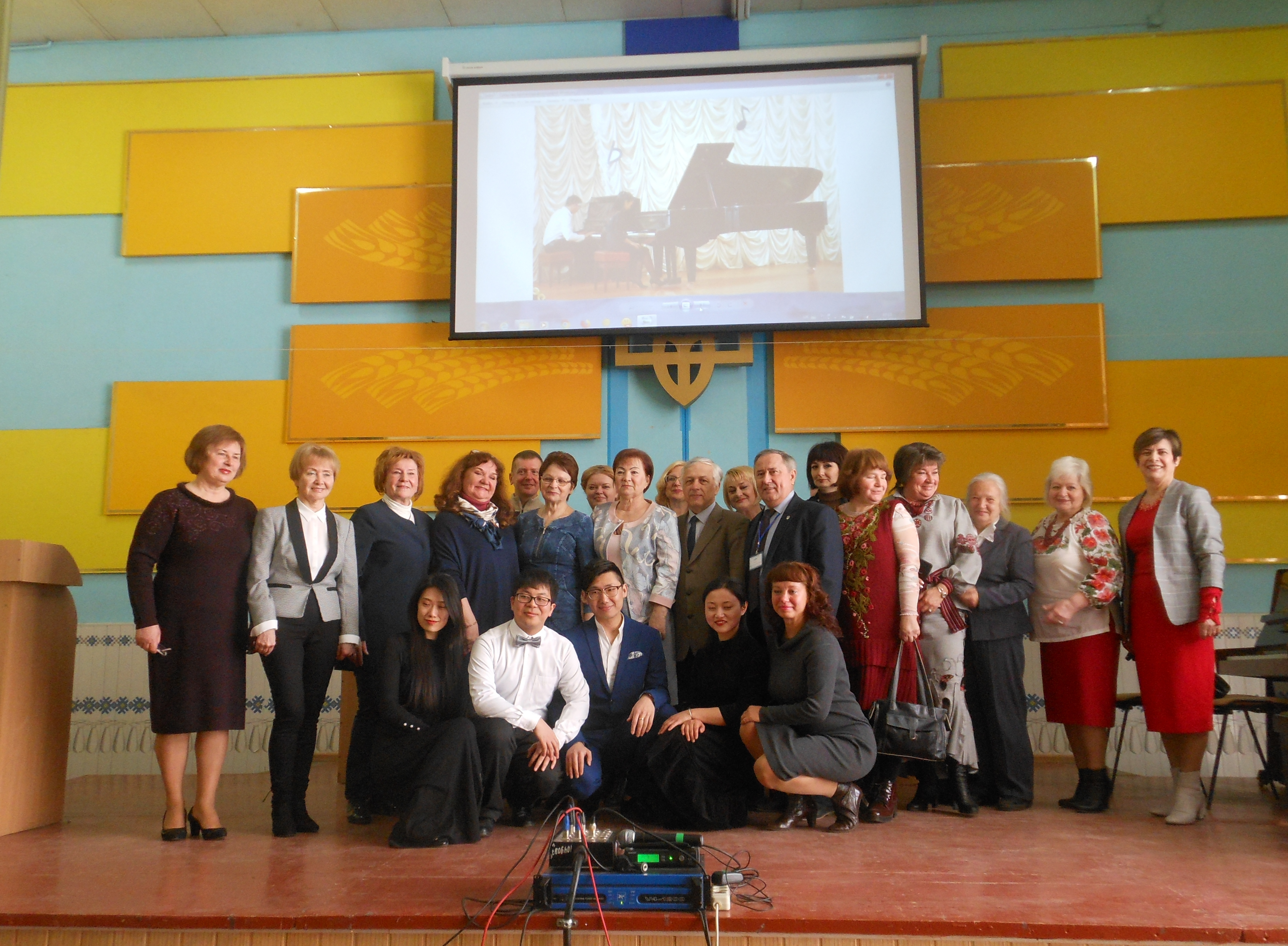
Міжнародна конференція, квітень 2019

З 15 по 17 квітня 2019 року в коледжі відбулась Міжнародна науково-практична конференція «Актуальні проблеми в системі вищої освіти: теоретико-методичні і прикладні аспекти». Проведена конференція приурочена пам'яті Чернілевського Д. В., професора, доктора педагогічних наук.

## Джерело
- Барський гуманітарно-педагогічний коледж [Архівовано 5 жовтня 2018 у Wayback Machine.]